# Ruido atmosférico

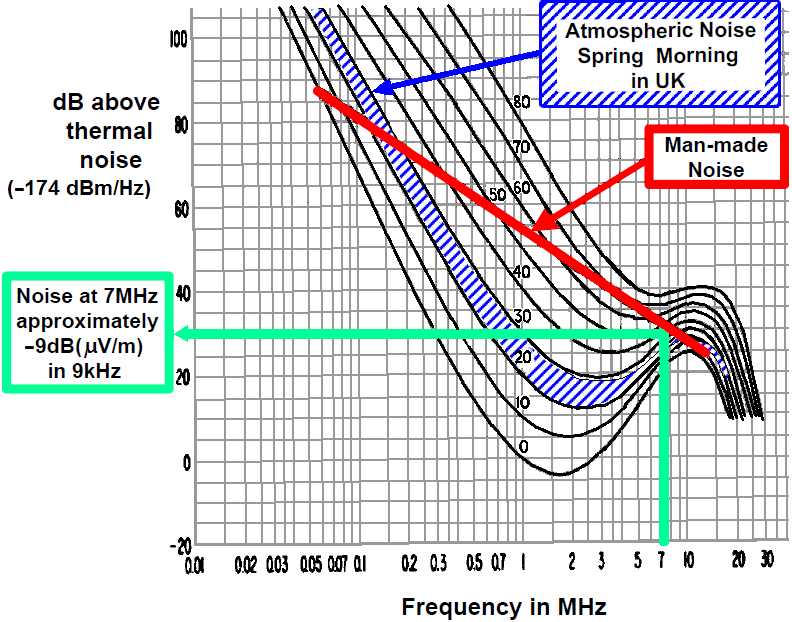
Variaciones del ruido atmosférico con la frecuencia (Informe CCIR 322). La norma contiene tablas y mapas que determinan el factor de ruido a 1 MHz según la estación del año y la hora del día. Este gráfico convierte dicho factor de ruido a otras frecuencias. Nótese que las líneas trazadas están espaciadas entre sí en incrementos de 10 dB a 1 MHz.

El ruido atmosférico es ruido radioeléctrico causado por procesos atmosféricos naturales, principalmente los rayos que se producen en las tormentas eléctricas. A escala mundial se producen unos 40 relámpagos por segundo, lo que equivale a unos 3,5 millones de descargas al día.

## Historia

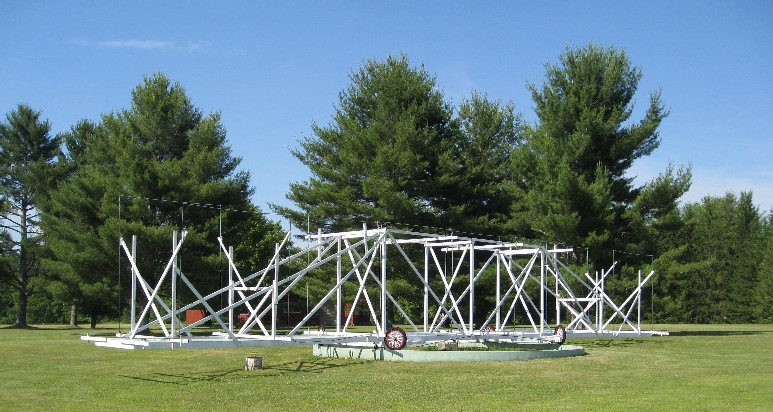
Réplica del radiotelescopio de Jansky, ahora en el Observatorio Nacional de Radioastronomía.

En 1925, los Laboratorios AT&T Bell comenzaron a investigar las fuentes de ruido en su servicio de radiotelefonía transatlántica.
Karl Jansky, un investigador de 22 años, emprendió la tarea. En 1930, se construyó una antena de radio para una longitud de onda de 14,6 metros en Holmdel (Nueva Jersey) para medir el ruido en todas direcciones. Jansky reconoció tres fuentes de ruido radioeléctrico. La primera de ellas  (y la más intensa) eran las tormentas eléctricas locales. La segunda fuente era un ruido más débil procedente de tormentas eléctricas más lejanas. La tercera fuente era un zumbido aún más débil que resultó ser  ruido galáctico procedente del centro de la Vía Láctea. Las investigaciones de Jansky le convirtieron en el padre de la radioastronomía.
A principios de los años 50, el científico e ingeniero indio S. V. C. Aiya publicó un modelo matemático sobre los efectos de los rayos y las tormentas eléctricas en las transmisiones radiales.

## Rayos
El ruido atmosférico es ruido radioeléctrico producido por procesos atmosféricos naturales, principalmente descargas de rayos en las tormentas eléctricas. Se debe principalmente a las descargas de nube a tierra, ya que su intensidad es mucho mayor que la de las descargas de nube a nube. A escala mundial, se producen 3,5 millones de rayos diarios, lo que supone unos 40 por segundo.
La suma de todos estos rayos da lugar a ruido atmosférico. Se puede detectar, con un receptor de radio, como una combinación de ruido blanco (procedente de tormentas lejanas) y ruido impulsivo (procedente de una tormenta cercana). La suma de potencias varía según las estaciones y la cercanía de los centros de las tormentas.
Aunque los rayos tienen una emisión de amplio espectro, su potencia acústica aumenta a medida que disminuye la frecuencia. Por lo tanto, a muy baja y baja frecuencia suele dominar el ruido atmosférico, mientras que a alta frecuencia domina el ruido antropogénico de las zonas urbanas.

## Estudio
Desde la década de 1960 hasta la de 1980 se realizó un gran esfuerzo a nivel mundial para medir el ruido atmosférico y sus variaciones. Los resultados de este estudio se han documentado en el Informe 322 del CCIR. El CCIR 322 proporcionaba mapas mundiales estacionales que mostraban los valores esperados del factor de ruido atmosférico Fa a 1 MHz en bloques de cuatro horas diarias. Otro conjunto de gráficos relaciona el Fa a 1 MHz con otras frecuencias. El informe 322 del CCIR ha sido sustituido por la Recomendación P.372 de la UIT.

## Generación de números aleatorios
El ruido atmosférico también se utiliza para generar números aleatorios de alta calidad, que tienen interesantes aplicaciones en el ámbito de la seguridad.